# De la Ilíada
De la Ilíada es un ensayo de Rachel Bespaloff publicado en francés en 1943, que trata los temas de la guerra y la poesía mediante la lectura de grandes obras como la Ilíada, Guerra y paz y la Biblia. Esta primera edición, publicada en la editorial Brentano de Nueva York y dirigida por Jacques Schriffin, contaba con un prólogo de Jean Wahl. Por otro lado, solo dos años antes, Simone Weil había publicado La Ilíada o el poema de la fuerza que, a parecer de Bespaloff, guardaba muchas similitudes con el suyo propio. Es muy probable que lo tuviera en cuenta en la redacción final del ensayo De la Ilíada.
El 1947 Mary McCarthy se encargó de la traducción inglesa, pero esta no convenció a la autora, quien recortó los fragmentos enteros que no le gustaban. Así pues, para que el texto no quedara tan corto, el editor pidió a Hermann Broch que hiciera una introducción.

## Resumen
En De la Ilíada, Rachel Bespaloff aborda principalmente la cuestión de la guerra como escenario de la existencia en su vertiente ética, y lo hace a través del comentario que pone en relación la Ilíada de Homero con Guerra y paz de Tolstoi por un lado, y los textos sagrados de la Biblia por el otro. Esta autora, así como Weil, “constituyen una tentativa de comprender la propia época a través de las fuentes griegas y bíblicas.”
El texto de Bespaloff se compone de 7 capítulos en los que trata mayoritariamente de personajes homéricos que les permiten ilustrar y exponer un cierto pensamiento ético que ella encuentra en el mundo del poeta griego, pero también en el de Tolstoi y el Antiguo Testamento. Se trata básicamente de una exposición de caracteres y situaciones que para la autora muestran una concepción unitaria del cosmos, es decir, una realidad única que es la existencia. Esta se encuentra tejida y cohesionada por la fuerza que se expresa en la vida, que constituye la escena en la que se encuentran y actúan los individuos. Estos son movidos por un deseo de inmortalidad, que adopta distintas formas según el contexto histórico, pero a la vez, los seres humanos poseen la libertad suficiente para que les sean imputadas sus acciones. Según Bespaloff, esta cosmovisión propia del mundo homérico y judío (cada una en su variante) será substituida por la filosofía platónica y el cristianismo, respectivamente.
Otros hilos temáticos que articulan el texto son: la disputa entre poesía e historia por la función de transmisión del pasado y la tradición, la tensión entre contingencia y necesidaden lo relativo a la opresión y la fortuna de los individuos, la autenticidad vital reservada para la amistad y la patria, o la construcción de conceptos como fuerza, belleza y justicia.

### Héctor
El personaje de Héctor, el príncipe de Troya y esposo de Andrómaca, encarna las virtudes del guerrero, nobleza y valentía, por lo que se encuentra a medio camino entre los mortales y los dioses. Héctor posee todo cuanto importa para ser feliz (honor, patria, mujer y descendencia), pero por eso mismo tiene mucho más a perder en la guerra y el precio a pagar por el recuerdo de su grandeza será muy alto. El héroe troyano, guiado por la mesura y el dominio de sí mismo, sólo pierde a razón cuando se encuentra frente a su destino: Aquiles, el héroe griego que acabará con su vida y su ciudad.
Este último, jefe de los mirmidones, se contrapone absolutamente a Héctor, pues encarna la cólera del guerrero para quien la guerra y la violencia son un fin en sí mismo, inseparables de la gloria que lo hará inmortal. Para Bespaloff, es “el enfrentamiento trágico del héroe de la venganza [Aquiles] con el de la resistencia [Héctor], lo que constituye, en realidad, el motivo central de la Ilíada y rige a su vez su unidad y desarrollo.” La victoria de uno es la derrota del otro y viceversa; en este sentido sus destinos son “solidarios” y eso es lo que constituye el sentido de la obra, a saber, el acontecer del destino. Es decir, en la guerra no hay buenos ni malos, sino que vencedores y vencidos se mueven en el mismo plano de la necesidad, donde vulnerabilidad y dignidad son compartidas. Por eso mismo, la justicia de las acciones cae bajo la lógica de fuerza (bélica) y su fatalidad, pues serán justas o injustas retrospectivamente según cumplan con el destino, sea individual o colectivo. Aun así, siempre habrá un cierto margen de libertad de los personajes de la guerra, por el que Bespaloff distingue el fatum inevitable del futuro incierto.
De todos modos, el sustrato primordial del conjunto de duelos que constituyen la guerra de Troya es la fuerza en su omnipotencia, es decir, la inercia del existir desbordada hasta el punto de la autodestrucción. Dicho de otro modo, la fuerza, que encuentra su valor y medida en la vida, que es inconmensurable y de valor absoluto, por lo que llevada a su extremo (como en la guerra) se encuentra de frente con la muerte. De ahí que Bespaloff identifique la justicia con la aceptación consciente de lo inevitable, que es el Ser, certeza que solo la poesía es capaz de transmitir con dignidad. Los versos de Homero no juzgan la guerra ni los personajes que en ella aparecen, sino que exponen su carácter autónomo y fatal, y por eso mismo constituyen un relato más veraz para las generaciones futuras. La historia, en cambio, no transmite más que la descripción fáctica de los acontecimientos.

### Tetis y Aquiles
El héroe de los aqueos, Aquiles, es hijo de la diosa Tetis y el rey Peleo, por eso también él está a medio camino entre los seres humanos y los divinos, pues es mortal como su padre y inmortal como su madre. Bespaloff se centra en el vínculo filial del guerrero colérico con su madre serena, personajes que mantienen una relación de auténtica estima y ternura; de hecho, Aquiles solo escucha los consejos de Tetis, quien lo cuida y se preocupa aunque sabe que no puede evitarle la muerte. Ambos huyen de mezclarse con los suyos, ya que son pasionales como los humanos a la vez que poseen atributos divinos, pero uno preferiría la inmortalidad y la otra ser mortal para no ver morir a su hijo. Especialmente en Aquiles, su doble naturaleza le genera una permanente insatisfacción y constante dependencia de la fuerza, sin la que no es nada; por eso Bespaloff considera falto de toda responsabilidad y heroicidad a Aquiles, pues sus acciones obedecen al automatismo de la violencia.

### Helena
El personaje de Helena, considerada en la mitología como la mujer más bella, es la esposa de Menelao y entregada como obsequio a Paris, motivo que desata el enfrentamiento entre aqueos y troyanos. Su belleza es la causa de su desgracia (“fatalidad erótica”), por lo que aparece en la Ilíada como deambulando, consciente de estar condenada a sí misma sin otra posibilidad de liberarse de la opresión más que su propia muerte. Helena no puede encontrar consuelo ni esperanza, sino que oscila constantemente entre la serenidad de su inocencia y la amargura de la culpabilidad, quedando así diluida su responsabilidad como la de los guerreros en el campo de batalla. Solo Príamo la disculpa y atribuye (en un acto de irreverencia, que no de impiedad) la culpa a los dioses, del mismo modo que solo Héctor la comprende y le concede su amistad.
Según Bespaloff, en este personaje femenino encontramos una dimensión de la fuerza que es la belleza, o dicho de otro modo, la apariencia del Ser, que se consume a sí misma; mientras, la fuerza, en cambio, solo se degrada o intensifica en su uso, pero no desaparece. Además, también encontramos en Helena la figura del exilio, la huida forzada de la “patria familiar”, que es donde el individuo se constituye a sí mismo y su concepción ética de lo verdadero. Asimismo, la importancia vital del hogar y la cotidianidad solo se revela en situaciones como las de guerra o exilio; hecho que la autora conoce por experiencia propia.
La escena de la Ilíada destacada por Bespaloff, en la que se encuentran Príamo y Helena  contemplando el silencio del campo de batalla antes que París se enfrente a Menelao, muestra la afinidad entre sabiduría y belleza como contrapeso a la fuerza, que las une.

### La comedia de los dioses
En este capítulo, se aborda el papel que juegan los dioses en el mundo homérico, que para Bespaloff es un papel cómico y casi humorístico, ya que son causantes del drama humano con total ausencia de coherencia o dignidad moral. Los olímpicos reparten arbitrariamente la fortuna entre los hombres y por eso no se les puede atribuir tampoco interioridad o “individualidad ética”, sino que además solo se vinculan a los humanos por un pacto de piedad a cambio de benevolencia. Es mediante este acuerdo de interés que la tradición adquiere sentido, pues hace amable la obligación del culto; para Bespaloff, solo la amistad se salva de las relaciones de interés que rigen el mundo homérico en general.

Los dioses también están sometidos a la fatalidad del destino, de hecho, ni siquiera Zeus tiene capacidad de impartir justicia sino solo de contemplarla en su tragedia; de ahí que su omnipotencia solo lo sea en apariencia, pues no encarna sino que representa la fuerza. En este sentido, Homero diviniza al ser humano individual (y a la naturaleza en tanto que humanizada) porqué participa del Todo por su potencia eterna, que sobrevive a la finitud del cuerpo vivo en que se expresa. Encontramos aquí otro argumento en pro de la poesía, pues esta no solo transmite la inmortalidad de la fuerza, sino que aporta el espectador al drama humano, cuya presencia (divina o futura) dota de sentido y singulariza los hechos. La historia, por la contrario, homogeneiza los acontecimientos y les extrae su vitalidad; solo
“Los versos del poeta, los únicos verdaderamente inmortales, relataran […] la energía humana en la desgracia, la belleza del guerrero muerto, la gloria del héroe sacrificado, el canto del poeta en los tiempos futuros; todo aquello que, vencido por la fatalidad, sigue desafiándola y la supera.”

### De Troya a Moscú
Tanto en la Ilíada como en Guerra y paz, encontramos un canto de la guerra, que no la juzga, sino que narra el sufrimiento que conlleva, haciendo emerger lo inexplicable que sobrevuela el campo de batalla: la unidad del ciclo eterno de creación y destrucción. Esta unidad del Todo causa, actúa i dirige al mismo tiempo el drama que acontece, pues hombre y natura se encuentran sometidos igualmente a la fuerza, cuyo valor supremo es la vida.
Por el otro lado, encontramos también en Homero y Tolstoi, la descripción de un universo que ya es el de los seres humanos y no ficticio, donde rige el deseo de eternidad, que para los griegos es la gloria y para los cristianos, la fe. También en ambos, este anhelo de inmortalidad se convierte, en contexto de guerra, en “amor por la patria”, pues la ciudad queda como centro de referencia de cada individuo, aunque no aporte ningún consuelo o seguridad efectiva. De hecho, la guerra recuerda la verdad primera de la inutilidad del sufrimiento y es que, en palabras del personaje de Tolstoi, Pierre Bezújov, “nada es terrible en la vida porque todo es terrible”. En resumen, el relato de la guerra muestra la “fatalidad de la fuerza”, que se mueve entre la capacidad creadora de la voluntad humana y el automatismo de la violencia cruel, y frente a la cual no cabe indignarse.
Así pues, la poesía genera la imagen del carácter fatal de la fuerza que quedará en la memoria de futuras generaciones, ya que siempre es la misma, pero que precisamente por eso, les ofrece la posibilidad de librarse de una visión limitada de la misma. Así pues, gracias a la poesía, hay la esperanza de configurar un nuevo mundo que haya aprendido de los errores de la anterior; en este sentido, el poeta posee una “técnica de demiurgo”.

### La cena de Príamo y Aquiles
En esta escena encuentra Bespaloff otro silencio en el que queda suspendido el acontecer de la guerra y del destino; es el momento en que el rey de Troya pide al homicida de su hijo y miembro del bando enemigo, que le devuelva el cadáver de Héctor para poder hacer las celebraciones fúnebres. Se trata de una escena en que se invierten los roles: Príamo admira (que no honra) en Aquiles “la belleza de la fuerza” y Aquiles se convierte en víctima de la verdad de Príamo, quien le arranca unas lágrimas recordándole a su padre. En ese momento se hace evidente la inutilidad del triunfo y el carácter ilusorio de la crueldad, pues la libertad de su cuerpo fuerte es la prisión de su alma orgullosa. Aquiles se compadece (sin arrepentirse) y accede a las súplicas de un rey que lo ha perdido todo, con quien comparte la infelicidad así como la resignación al fatum (lo que más adelante será Dios), al que no se puede recriminar injusticia alguna. Ambos personajes se encuentran en situación de igualdad, pues “todos los hombres viven en el dolor”; lo que distingue el mundo griego del cristianismo es el silencio de Príamo frente a la queja de Job, el olvido frente al perdón.
Para Bespaloff, Homero muestra en la Ilíada, y especialmente en esta escena, la equivalencia entre bello y verdadero, cosa que expresa por voz de Príamo, quien padece a la vez que contempla la tragedia; es la voz de la “sabiduría homérica”. Estos momentos de pausa que aportan claridad al drama están inseridos en el mismo, no aislados, y por eso mismo sacan a la luz lo inconmensurable que había permanecido en el telón de fondo hasta entonces; aunque también así oscurecen aún más la continuidad de acontecimientos.

### Fuente antigua y fuente bíblica
Bespaloff considera “textos sagrados” tanto la Ilíada como la Biblia, así como les concede a ambos una pretensión de exactitud que pretende contactar con lo verdadero en el plano de la realidad concreta, donde puede producirse el consuelo y la compresión. Tanto la creencia en la fatalidad como la fe en un Dios justo, parten del deseo de inmortalidad que conlleva una cierta religiosidad; es esta sensibilidad por la existencia que da lugar a la tensión entre la experiencia ética y la problemática metafísica. La indagación separada de cada una degenera, según Bespaloff, en un espiritualismo filosófico y mágico, respectivamente; cuando en la filosofía y la magia, como en la historia, se pierde el sentido de lo verdadero. La poesía es la única que transmite repetidamente el valor vital (y por tanto absoluto) de la ética, que en Homero es el fatum y en la Biblia es Dios; valor que cuando se desintegra en grados comparables se convierte en moral.
El sentido poético va de la mano del religioso, poesía y fe se reúnen en una única verdad que es la existencia del Ser, en cuyo centro erigen la ética respaldada en el mito, que antes de la magia y la filosofía, hacía de intermediario entre lo visible y la invisible. De hecho, tanto el mago como el filósofo, a quien Bespaloff atribuye la voluntad de dominar racionalmente la existencia, acaban recurriendo al mito para crear una imagen del mundo.
La centralidad de la ética en las dos grandes obras en cuestión va ligada a la “precariedad de la fuerza”, ya que su carácter fatal e inmortal no da sino inseguridad al ser humano mortal; de ahí el valor de aquello sensible y perecedero, pues también forma parte de la existencia.
Hay también diferencias claras en los dos textos en lo relativo a la fuerza; para Homero se trata de algo homogéneo que coincide con el acontecer de las cosas distintas y por lo tanto es temporalmente indefinida, es decir, absoluto e inmortal. Además, eso que acontece y que domina hasta los dioses no es sino el fatum, mientras que en la Biblia el devenir de las cosas depende del Dios único; lo cual implica un cierto dualismo entre aquello que es finito (la naturaleza y el ser humano) y el infinito del cual depende (Dios). Esta separación obliga a distinguir entre la omnipotencia del Ser y la voluntad limitada del ser humano, que solo puede ser superada por la redención una vez acontecida la resurrección.
Así pues, la unicidad de la fuerza en Homero justifica la creencia en la inmortalidad de las grandes gestas humanas, así como difumina la responsabilidad de los individuos en pro del saber que la justicia depende de uno mismo en relación con su propio destino. Por lo contrario, en la Biblia encontramos en énfasis en la temporalidad que subyace a la fe en la resurrección, para la cual aquello que perdura y vale la pena conservar son las obras de Dios, de quien proviene la justicia que los profetas comunican con su palabra. La tragedia de la fuerza pasa a ser el principio de la comunidad; pero se mantienen las leyes como aquella creación humana que delimita y fundamenta la nación justa, en donde la vida cae bajo la justicia y esta, a su turno, cae bajo los designios de la necesidad.

Llegados a este punto, Bespaloff se pregunta si quizá no sería más digno de la sabiduría homérica el legislador y no el filósofo, ya que el primero atiende a una tarea que no desdice de la mortalidad; pone el ejemplo de Solón, quién no tiene otro pathos que el de la justicia, sin la cual reinaría la inestabilidad y el desorden:
“Los dioses otorgan felicidad, riqueza y gloria; solo el hombre tiene el poder de unirlas con la justicia.”
Aquí coinciden el legislador griego y el profeta judío, pues ambos parten de la necesidad de la justicia como inseparable de la vida y el goce, por lo que verdad y rectitud o fe y razón son dos aspectos de la unidad del Ser, de ahí el “fundamento común” que postula Bespaloff entre Homero y la Biblia que enseñan “una determinada manera de decir lo verdadero, de proclamar lo justo, de buscar a Dios y de honrar al hombre”.